# David F. Houston
David Franklin Houston, född 17 februari 1866 i Monroe i North Carolina, död 2 september 1940, var en amerikansk politiker, statsvetare och affärsman.
Houston utexaminerades 1887 från College of South Carolina. Han fortsatte sina studier i statskunskap vid Harvard University. Han undervisade sedan statskunskap vid University of Texas var han 1899 avancerade till fakultetens dekanus. Han var 1902-1905 rektor för Agricultural and Mechanical College of Texas (numera Texas A&M University). Han var därefter 1905-1908 rektor för University of Texas at Austin. Han var även kansler för Washington University in St. Louis åren 1908-1913.
Han tjänstgjorde som USA:s jordbruksminister 1913-1920 och som finansminister 1920-1921 under president Woodrow Wilson.
Efter den politiska karriären var han i näringslivets tjänst, bland annat som verkställande direktör för Bell Telephone Securities och vice vd för AT&T.